# Цинаво (Катанцаро)
Цинаво је насеље у Италији у округу Катанцаро, региону Калабрија.
Према процени из 2011. у насељу је живело 46 становника. Насеље се налази на надморској висини од 358 м.